# Брусиловский прорыв
Бруси́ловский проры́в (также Лу́цкий проры́в, Четвёртая Галици́йская би́тва) — фронтовая наступательная операция Юго-Западного фронта русской армии под командованием генерала от кавалерии Алексея Брусилова, проведённая с 22 мая (4 июня) по 7 (20) сентября 1916 года. Стала одной из крупных и успешных операций русской армии и одним из самых кровопролитных сражений Первой мировой войны. В ходе наступления было нанесено тяжёлое поражение армии Австро-Венгрии, а русские войска продвинулись на глубину от 80 до 120 км, заняв Волынь, Буковину и значительную часть Галиции.
Операция стала частью общего стратегического плана Антанты на 1916 год, который предусматривал скоординированные удары на разных фронтах, и была начата раньше запланированного срока по экстренной просьбе Италии, чьи войска терпели сокрушительное поражение в Трентинской операции. Ключевой тактической особенностью наступления стал предложенный Брусиловым новаторский метод одновременного нанесения нескольких мощных ударов на широком фронте (а не одного главного), что лишило австро-германское командование возможности предугадать основное направление атаки и эффективно маневрировать резервами.
На начальном этапе наступление имело ошеломительный успех: оборона противника была прорвана, австро-венгерские войска понесли огромные потери и начали беспорядочное отступление, в плен попали сотни тысяч солдат и офицеров. Однако развить тактический успех в стратегический не удалось. Основными причинами этого стали быстрая переброска германским командованием до 35 дивизий с Западного и Итальянского фронтов, а также пассивность и несвоевременные действия других русских фронтов (Западного и Северного), которые не оказали должной поддержки. Последующие кровопролитные бои, особенно за Ковельский укрепрайон, привели к истощению сил наступающих и остановке операции.
Несмотря на незавершённость, Брусиловский прорыв имел важнейшие стратегические последствия. Он спас от разгрома итальянскую армию, облегчил положение союзников в битве на Сомме, заставил Германию прекратить атаки под Верденом и побудил Румынию вступить в войну на стороне Антанты. Австро-венгерская армия понесла невосполнимые потери и, по сути, утратила боеспособность как самостоятельная сила, попав в полную зависимость от Германии. В то же время огромные потери Русской армии (от 500 тысяч до более миллиона человек) истощили её последние кадровые и материальные резервы, подорвали боевой дух и, по мнению ряда историков, стали одной из предпосылок к росту революционных настроений в России.

## Вопрос о названии операции

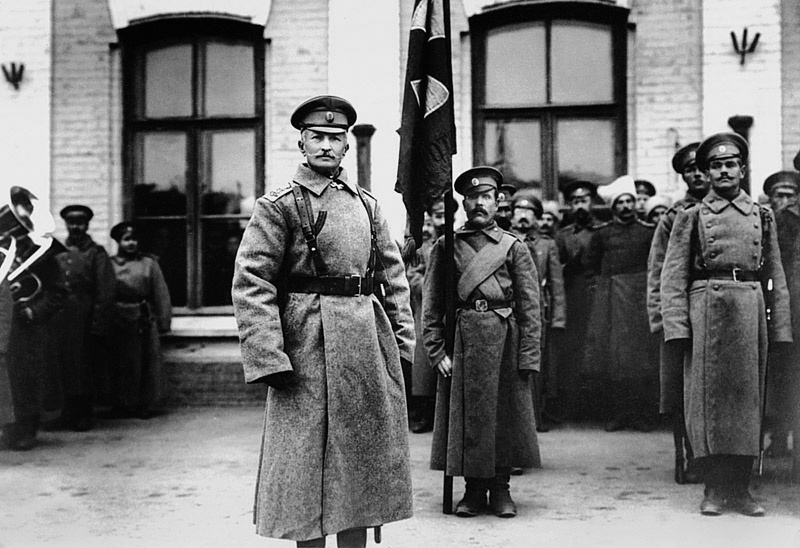
Первая мировая война. Генерал А. А. Брусилов на станции Ровно (1915)

Современники называли битву «Луцкий прорыв», что соответствовало исторической военной традиции: сражения получали названия по месту, где они происходили.
В советское время название было изменено на «Брусиловский прорыв». В частности, советский генерал-лейтенант М. Галактионов в своём предисловии к «Моим воспоминаниям» Брусилова, опубликованным в 1946 году, писал:
Брусиловский прорыв является предтечей замечательных прорывов, осуществлённых Красной армией в Великой Отечественной войне.
Это было связано с тем, что во время советско-польской войны генерал Брусилов в мае 1920 года подписал воззвание, в котором царские офицеры призывались помочь советской России в борьбе против Польши, а затем поступил на службу в Красную армию.

## Планирование и подготовка операции
Летнее наступление русской армии являлось частью общего стратегического плана Антанты на 1916 год, предусматривавшего взаимодействие союзных армий на различных театрах войны. В рамках этого плана англо-французские войска готовили операцию на Сомме. В соответствии с решением конференции держав Антанты в Шантийи (март 1916) начало наступления на русском фронте было назначено на 15 июня, а на французском фронте — на 1 июля 1916 года.

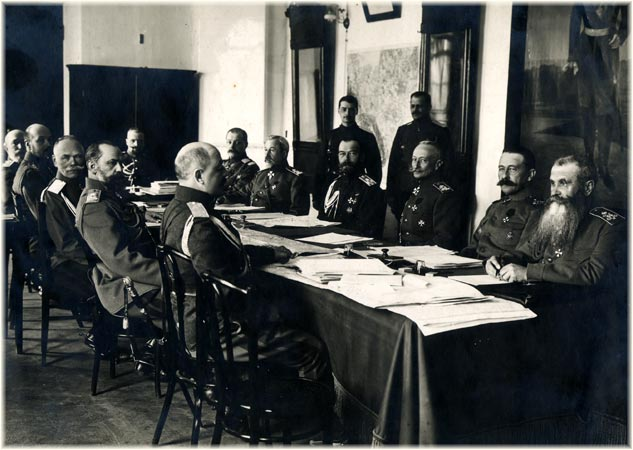
Военный совет 1 апреля 1916 года

Военный совет, состоявшийся 1 апреля 1916 года в Могилёве под председательством Верховного главнокомандующего Николая II, принял принципиальное решение о готовности к наступлению на всех фронтах к середине мая 1916 года. В соответствии с этим решением директива русской Ставки главного командования от 24 апреля 1916 года назначала русское наступление на всех трёх фронтах (Северном, Западном и Юго-Западном). Соотношение сил, по данным Ставки, складывалось в пользу русских. На конец марта Северный и Западный фронты имели 1220 тысяч штыков и сабель (обозначения личного состава пехоты и кавалерии того времени) против 620 тысяч у немцев, Юго-Западный фронт — 512 тысяч против 441 тысячи у австро-венгров и немцев. Двойное превосходство в силах севернее Полесья диктовало и направление главного удара. Его должны были нанести войска Западного фронта, а вспомогательные удары — Северный и Юго-Западный фронты. Для увеличения перевеса в силах в апреле-мае производилось доукомплектование частей до штатной численности.
Основной удар предполагалось нанести силами Западного фронта (командующий генерал А. Е. Эверт) из района Молодечно на Вильно. Эверту передавалась большая часть резервов и тяжёлой артиллерии. Ещё часть выделялась Северному фронту (командующий генерал А. Н. Куропаткин) для вспомогательного удара от Двинска — тоже на Вильно. Юго-Западному фронту (командующий генерал А. А. Брусилов) предписывалось наступать на Луцк — Ковель, во фланг германской группировки, на соединение с главным ударом Западного фронта.
Ставка опасалась перехода в наступление армий Центральных держав в случае поражения французов под Верденом и, желая перехватить инициативу, дала указание командующим фронтами быть готовыми к наступлению ранее намеченного срока. Директива Ставки не раскрывала цель предстоящей операции, не предусматривала глубины операции, не указывала, чего должны были добиться фронты в наступлении. Считалось, что уже после прорыва первой полосы обороны противника будет готовиться новая операция по преодолению второй полосы.
Вопреки предположениям Ставки, Центральные державы не планировали крупных наступательных операций на русском фронте летом 1916 года. При этом австрийское командование не считало возможным успешное наступление русской армии южнее Полесья без её значительного усиления.
15 мая австрийские войска перешли в наступление на итальянском фронте в районе Трентино и нанесли тяжёлое поражение итальянцам. Итальянская армия оказалась на грани катастрофы. В связи с этим Италия обратилась к России с просьбой помочь наступлением армиями Юго-Западного фронта, чтобы оттянуть австро-венгерские части с итальянского ТВД. 31 мая Ставка своей директивой назначила наступление Юго-Западного фронта на 4 июня, а Западного фронта — на 10—11 июня. Нанесение главного удара по-прежнему возлагалось на Западный фронт (командующий — генерал А. Е. Эверт).
Выдающуюся роль в организации наступления Юго-Западного фронта (Луцкого прорыва) сыграл генерал-майор М. В. Ханжин. При подготовке операции командующий Юго-Западным фронтом генерал А. А. Брусилов решил произвести по одному прорыву на фронте каждой из четырёх своих армий. Хотя это распыляло силы русских, противник также лишался возможности своевременно перебросить резервы на направление главного удара. Главный удар Юго-Западного фронта на Луцк и далее на Ковель наносила сильная правофланговая 8-я армия (командующий генерал А. М. Каледин), вспомогательные удары наносились 11-й армией (генерал В. В. Сахаров) на Броды, 7-й (генерал Д. Г. Щербачёв) — на Галич, 9-й (генерал П. А. Лечицкий) — на Черновицы и Коломыю. Командующим армиями была предоставлена свобода выбора участков прорыва. При подготовке к наступлению в армиях Юго-Западного фронта в широком масштабе применялась воздушная разведка с аэрофотографированием местности и оборонительных позиций противника (798 самолёто-вылетов).
К началу наступления четыре армии Юго-Западного фронта насчитывали 534 тыс. штыков и 60 тыс. сабель, 1770 лёгких и 168 тяжёлых орудий, до 100 самолётов. Против них были четыре австро-венгерские армии и одна немецкая, общей численностью 448 тыс. штыков и 38 тыс. сабель, 1301 лёгких и 545 тяжёлых орудий.
На направлениях ударов русских армий было создано превосходство над противником в живой силе (в 2—2,5 раза) и в артиллерии (в 1,5—1,7 раза). Наступлению предшествовали тщательная разведка, обучение войск, оборудование инженерных плацдармов, приблизивших русские позиции к австрийским.
В свою очередь, на южном фланге Восточного фронта против армий Брусилова австро-германские союзники создали мощную, глубоко эшелонированную оборону. Она состояла из трех полос, отстоящих друг от друга на пять и более километров. Самой сильной была первая, из 2—3 линий окопов, общей глубиной 1,5—2 км. Основу её составляли опорные узлы, в промежутках — сплошные траншеи, подступы к которым простреливались с флангов, на всех высотах — доты. От некоторых узлов шли вглубь отсечные позиции, так что и в случае прорыва атакующие попадали в «мешок». Окопы были с козырьками, блиндажами, убежищами, врытыми глубоко в землю, с железобетонными сводами или перекрытиями из брёвен и земли толщиной до 2 м, способными выдержать любые снаряды. Для пулемётчиков устанавливались бетонные колпаки. Перед окопами тянулись проволочные заграждения (2—3 полосы по 4—16 рядов), на некоторых участках через них пропускался ток, подвешивались бомбы, ставились мины. Две тыловых полосы были оборудованы послабее (1—2 линии траншей). А между полосами и линиями окопов устраивались искусственные препятствия — засеки, волчьи ямы, рогатки.
Австро-германское командование считало, что такую оборону без значительного усиления русским армиям не прорвать, и потому наступление Брусилова для него было полной неожиданностью.

…нанесение главного удара предназначено было Западному фронту, а армии Брусилова производили лишь демонстрацию. Штаб хорошо сохранил тайну. Там, в направлении на Вильну собраны были большие силы, небывалая ещё у нас по количеству артиллерия и технические средства. Несколько месяцев войска готовили плацдармы для наступления. Наконец, все было готово, а успех южных армий, отвлекая внимание и резервы противника, сулил удачу и западным. — Деникин Антон Иванович. Очерки русской смуты.

## Обстоятельства, предшествующие началу операции

Линия фронта перед началом операции

Антанта сумела договориться о координации своих действий на европейских фронтах. Эта координация требовалась для того, чтобы использовать преимущество Антанты — численность живой силы. Согласованными во времени ударами на всех фронтах союзники по Антанте рассчитывали добиться одновременного преимущества на всех стратегических направлениях, прорвать оборону врага и, разгромив австро-немецкие вооружённые силы в маневренной борьбе, одержать окончательную победу в затянувшейся войне. Общее наступление предполагалось на первую половину лета — июнь — июль. Причём наступать должны были все — французы, англичане и бельгийцы на Западном (Французском) фронте, итальянцы — на Итальянском фронте, объединённая группировка союзников — на Салоникском фронте и, наконец, русские — на Восточном (Русском) фронте.
11 мая 1916 года командующий Юго-Западным фронтом генерал А. А. Брусилов получил телеграмму генерала М. В. Алексеева — начальника штаба Ставки Верховного главнокомандующего, в которой от имени Верховного главнокомандующего Николая II ставился вопрос о возможности наступления в ближайшее время в связи с необходимостью оттянуть часть сил противника с итальянского фронта, где итальянские войска потерпели сильное поражение. А. А. Брусилов в ответ сообщил о готовности всех армий фронта к наступлению 19 мая при условии, что и Западный фронт под командованием А. Е. Эверта одновременно начнёт наступление, чтобы сковать расположенные против него войска. В последующем разговоре по прямому проводу М. В. Алексеев сообщил, что А. Е. Эверт сможет начать наступление только 1 июня, при этом была согласована дата наступления армий А. А. Брусилова — 22 мая.
Вечером 21 мая, за несколько часов до начала запланированной артподготовки, в разговоре по прямому проводу начальник штаба Ставки Верховного главнокомандующего генерал М. В. Алексеев сообщил А. А. Брусилову, что Верховный главнокомандующий Николай II желает изменить подготовленный А. А. Брусиловым способ одновременного наступления на разных участках фронта и устроить лишь один ударный участок, сдвинув при этом согласованную ранее дату наступления позже на несколько дней. А. А. Брусилов категорически отказался и предложил себя заменить. Генерал М. В. Алексеев ответил, что Верховный главнокомандующий Николай II уже спит, и он сообщит ему содержание разговора только утром 22 мая. Таким образом, предваряющая наступление артподготовка началась с рассветом 22 мая (4 июня) 1916 года, ещё до пробуждения Верховного главнокомандующего Николая II. Представленный конфликт мнений может являться одной из причин последовавшего по завершении Брусиловского прорыва отказа Императора Николая II утвердить представление Георгиевской Думы при Ставке Верховного Главнокомандующего к награждению А. А. Брусилова орденом Св. Георгия 2-й степени.

## Соотношение сил
Соотношение сил сторон на Северном и Западном фронтах:
| Силы сторон             | Северный фронт | Западный фронт | Юго-Западный фронт | Всего     |
| ----------------------- | -------------- | -------------- | ------------------ | --------- |
| Австро-германская армия | 200 000        | 420 000        | 441 000            | 1 061 000 |
| Русская армия           | 466 000        | 754 000        | 512 000            | 1 732 000 |

## Ход операции

### Луцкий прорыв

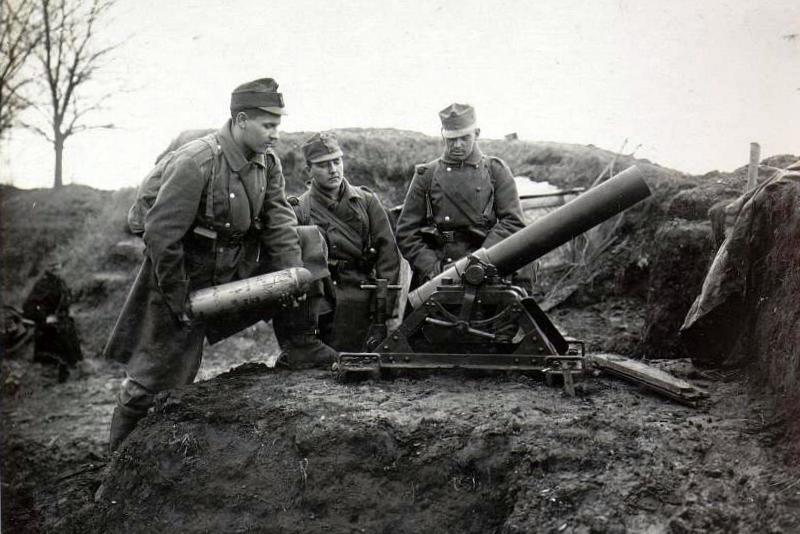
Австро-венгерский миномётный расчёт на позиции

Артиллерийская подготовка продолжалась с 3 часов ночи 22 мая (4 июня) до 9 часов утра 24 мая (6 июня) и привела к сильному разрушению первой полосы обороны и частичной нейтрализации артиллерии противника. Перешедшие затем в наступление русские 8-я, 11-я, 7-я и 9-я армии (594 тыс. человек и 1938 орудий) прорвали хорошо укреплённую позиционную оборону австро-венгерского фронта (486 тыс. человек и 1846 орудий), которым командовал эрцгерцог Фридрих. Прорыв был осуществлён сразу на 13 участках с последующим развитием в сторону флангов и в глубину.

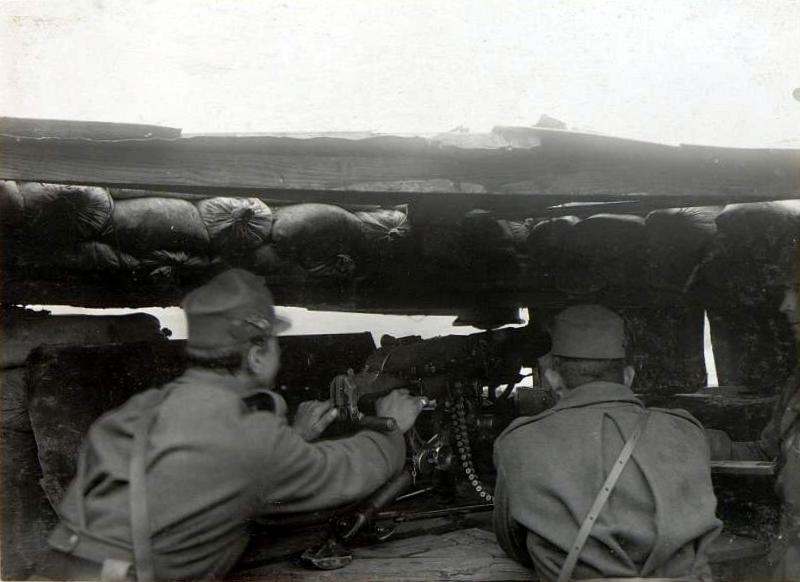
Австро-венгерские пулемётчики на позиции

Уже к полудню 24 мая (6 июня) было взято в плен 900 офицеров и свыше 40 тысяч нижних чинов, захвачено 77 орудий, 134 пулемёта и 49 бомбомётов. К 27 мая (9 июня) было взято в плен 1240 офицеров и свыше 71 тысяч нижних чинов, захвачено 94 орудия, 179 пулемётов, 53 бомбомёта и миномёта.

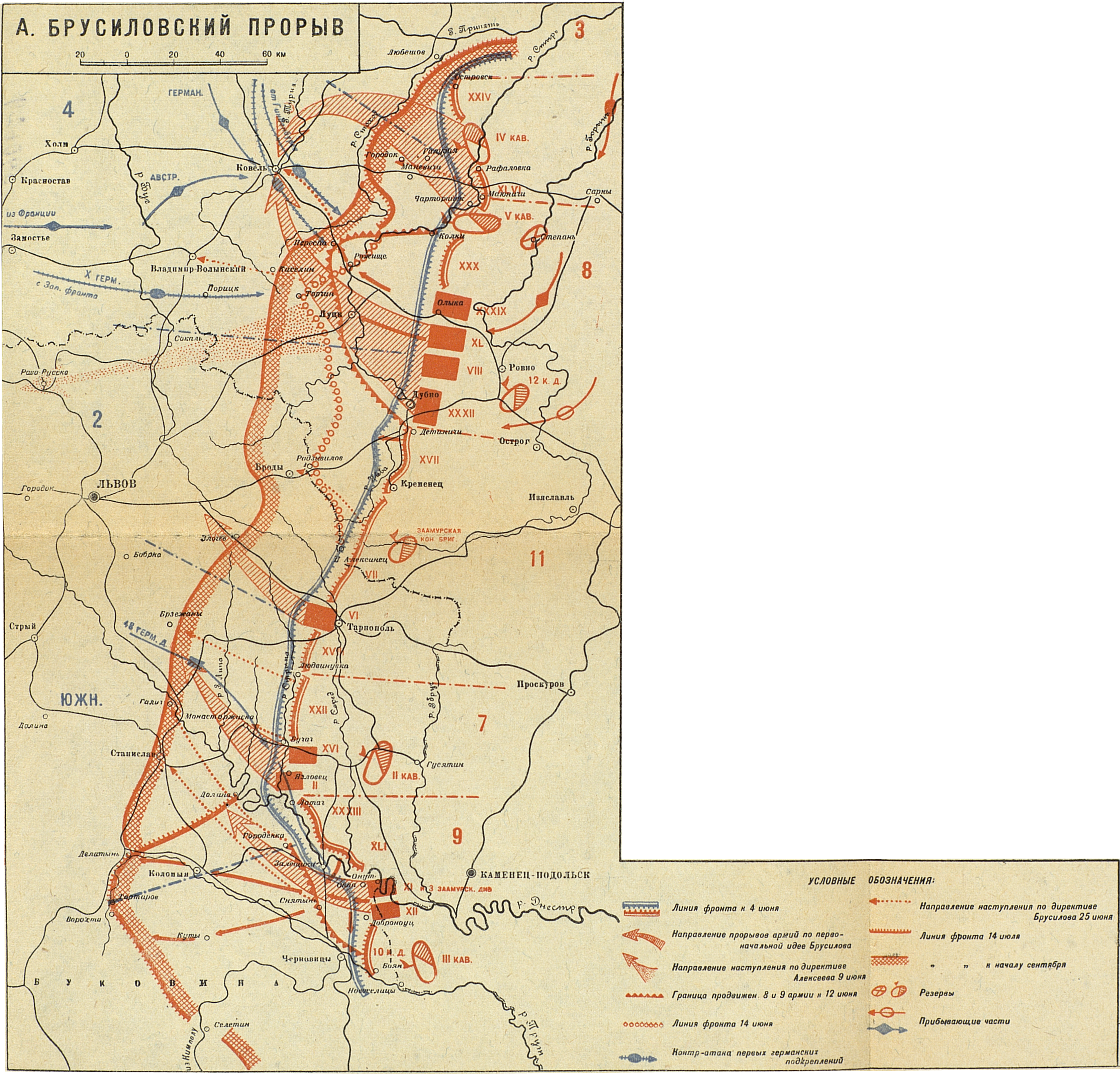
Брусиловский прорыв

Наибольшего успеха на первом этапе достигла 8-я армия генерала от кавалерии А. М. Каледина, которая, прорвав фронт, 7 июня заняла Луцк, а к 15 июня наголову разгромила 4-ю австро-венгерскую армию эрцгерцога Иосифа Фердинанда. Было захвачено 45 тыс. пленных, 66 орудий, многие другие трофеи. Части 32-го корпуса, действующего южнее Луцка, взяли город Дубно. Прорыв армии Каледина достиг 80 км по фронту и 65 в глубину.
11-я и 7-я армии также прорвали фронт на своих участках (Язловецкая операция), но контрударами противника их наступление было остановлено.
Угроза взятия 8-й армией Ковеля (важнейший центр коммуникаций) заставила Центральные державы перебросить на это направление две германские дивизии с западноевропейского театра, две австрийские дивизии — с итальянского фронта и большое число частей с других участков Восточного фронта с задачей вырвать инициативу действий у русских. Однако начатый 3 (16) июня контрудар австро-германских войск под общим командованием генерала Линзингена путем концентрического наступления в общем направлении на Луцк против 8-й армии не достиг успеха. Наоборот, австро-германские войска были сами отброшены за реку Стырь, где и закрепились, отбивая русские атаки.
В то время как на правом крыле фронта русские войска отражали контрудар австро-венгров, левофланговая 9-я армия под командованием генерала П. А. Лечицкого успешно развивала наступление. Она прорвала фронт 7-й австро-венгерской армии, перемолов её во встречном сражении, и к 13 июня продвинулась на 50 км, взяв почти 50 тыс. пленных. 18 июня 9-я армия штурмом взяла хорошо укреплённый город Черновцы, за свою неприступность названый австрийцами «вторым Верденом». Таким образом оказался взломанным весь южный фланг австрийского фронта. Преследуя противника и громя части, брошенные для организации новых рубежей обороны, 9-я армия вышла на оперативный простор, занимая Буковину: 12-й корпус, продвинувшись далеко на запад, взял город Куты; 3-й кавалерийский корпус, проскочив ещё дальше, занял город Кымпулунг (ныне в Румынии); а 41-й корпус 30 июня захватил Коломыю, выходя к Карпатам.
В это же время Западный фронт откладывал нанесение предписанного ему Ставкой главного удара. С согласия начальника штаба верховного главнокомандующего генерала М. В. Алексеева генерал Эверт отложил дату наступления Западного фронта до 17 июня. Частная атака 1-го гренадерского корпуса на широком участке фронта 15 июня оказалась неудачной, и Эверт приступил к новой перегруппировке сил, из-за чего наступление Западного фронта было перенесено уже на начало июля.
9 июня М. В. Алексеев отдал директиву о дальнейшем наступлении 8-й армии от Луцка в сторону реки Сан с целью отрезать австро-венгерские армии от германского Восточного фронта. Однако 10 июня Брусилов заявил, что отказывается выполнять эту директиву, беспокоясь за растянутый правый фланг и опасаясь оторваться от армий Западного фронта. В конечном счёте, долгие переговоры завершились согласием Алексеева на предварительное занятие линии Ковель — Владимир-Волынский. Такая директива армиям была отдана A. A. Брусиловым 31 мая, но уже 15 июня он приказал 8-й армии вновь прекратить атаки и лишь вечером велел продолжить наступление, но только на Ковель, а на Владимир-Волынском и Сокальском направлениях прекратить продвижение и ослабить войска.
Отдавая 8-й армии всё новые директивы — то наступательного, то оборонительного характера, развивать удар то на Ковель, то на Львов, — Брусилов потерял стратегическую инициативу на главном направлении своего фронта. Наконец, Ставка определилась с направлением главного удара Юго-западного фронта и поставила ему задачу: направление главного удара не менять на Львов, а по-прежнему наступать на северо-запад, на Ковель, навстречу войскам Эверта, нацеленными на Барановичи и Брест. Для этих целей Брусилову 25 июня передавались два корпуса и 3-я армия из состава Западного фронта.
К 25 июня в центре и на правом фланге Юго-Западного фронта установилось относительное затишье, на левом — 9-я армия продолжала успешное наступление.
16 (29) июня неприятель усилил свой нажим со стороны Ковеля, а 17 (30) июня — от Владимира-Волынского. Войска 8-й армии отразили новые атаки врага. Сложнее обстояло дело в полосе 11-й армии, где австрийцы возобновили атаки также 16 (29) июня. Их цель состояла в том, чтобы прорвать оборону, заставить русские войска отойти к реке Стырь, создать угрозу левому флангу 8-й армии и тем сорвать готовившееся наступление Юго-Западного фронта. Многодневные атаки противника не увенчались успехом. Они были отражены с большим уроном для неприятеля. К 21 июня (4 июля) войска 11-й армии остановили наступление австрийцев и вынудили их перейти к обороне. Но и силы русских были истощены. Вследствие этого Брусилов разрешил командующему 11-й армией держаться пока оборонительных действий и не участвовать в запланированном наступлении войск фронта.

### Удар на Ковель
Наступление Юго-Западного фронта возобновилось в назначенный срок 22 июня (5 июля). Оно велось всеми армиями, кроме 11-й. Главный удар наносился силами 8-й и 3-й армий на Ковель. В результате трехдневных боев германский фронт был прорван. Австро-германские войска в беспорядке стали отступать. Войска фронта взяли Галузию, Маневичи, Городок и вышли в нижнем течении на реку Стоход, захватив кое-где плацдармы на левом берегу. К 1 (14) июля обе армии заняли линию реки от Любашева до железной дороги Ковель—Луцк, зацепившись в некоторых местах и на левом берегу Стохода. Однако попытка форсировать реку Стоход на плечах отступавшего противника успеха не имела. Австро-германцы сумели заблаговременно разрушить переправы и своими контратаками мешали русским переправиться на западный берег реки. Преодоление Стохода требовало подготовки атаки сильным артиллерийским огнем и сосредоточения свежих резервов. Подтянув свежие войска, противник создал в этом месте сильную оборону. Значительную роль в срыве наступления правого фланга 8-й армии сыграл и характер местности (леса и болота) в зоне прорыва. Брусилов вынужден был остановить наступление на Ковель, чтобы подтянуть резервы и перегруппировать силы.
Этим закончилось развитие Луцкого прорыва, так как данная германцам передышка позволила им сгруппироваться и укрепиться на реке Стоходе, и последующие действия развиваются уже в самостоятельные операции ряда сражений на Стоходе на правом фланге Юго-западного фронта.
3 июля Западный фронт попытался перейти ударной группировкой в наступление на Барановичи, но в результате боёв 3—8 июля оно было отбито с большими потерями для русских. Наступление на Барановичи было оценено А. А. Брусиловым следующим образом:
Атака на Барановичи состоялась, но, как это нетрудно было предвидеть, войска понесли громадные потери при полной неудаче, и на этом закончилась боевая деятельность Западного фронта по содействию моему наступлению.
— Брусилов А. А. Мои воспоминания. - М.: Воениздат, 1983. С. 201.
Северный фронт вплоть до 9 (22) июля наступательных действий не вёл, и германское командование начало переброску войск из районов севернее Полесья на юг, против Брусилова.
Только через 35 дней после начала прорыва — 26 июня (9 июля) — русская Ставка своей директивой поручила ведение главного удара Юго-Западному фронту. При этом Западному фронту предписывалось сдерживать противника, а Северному — наступать. В итоге Северный фронт под командованием генерала А. Н. Куропаткина предпринял ограниченное наступление на Бауск 9 (22) июля силами 12-й армии под командованием генерала Р. Д. Радко-Дмитриева. Шестидневные бои не дали результатов, потери 12-й армии составили 15 000 человек.

### Первое Ковельское сражение
В июле русская Ставка перебросила на юг стратегический резерв (гвардию и забайкальских казаков), создав Особую армию генерала В. М. Безобразова. Юго-Западному фронту были поставлены следующие задачи: 3-я, Особая и 8-я армии должны разгромить оборонявшую Ковель группировку противника и взять город; 11-я армия наступать на Броды и Львов; 7-я армия — на Монастыриску, 9-я армия, выдвинувшаяся вперёд, повернув на север, должна была атаковать Станислав (Ивано-Франковск). В конце июля состоялось сражение у Бурканувского леса.
15 (28) июля Юго-Западный фронт начал новое наступление. После массированной артподготовки на прорыв пошла ударная группа (3-я, Особая и 8-я армии). Противник упорно сопротивлялся. Атаки сменялись контратаками. Особая армия одержала победу у местечек Селец и Трыстень, 8-я одолела врага у Кошева и взяла Торчин. Было захвачено 17 тыс. пленных, 86 орудий. В результате трёхдневных жесточайших боёв армии продвинулись на 10 км и вышли к реке Стоход уже не только в нижнем, но и в верхнем её течении. Людендорф отмечал: «Восточный фронт переживал тяжёлые дни». Но атаки сильно укреплённых болотистых дефиле на Стоходе закончились неудачей, прорвать оборону немцев и взять Ковель не удалось.
В центре Юго-Западного фронта 11-я и 7-я армии при поддержке 9-й армии (ударившей противнику во фланг и тыл) разгромили противостоящие им австро-германские войска и прорвали фронт. Чтобы сдержать наступление русских, были переброшены даже две турецкие дивизии. Но, затыкая дыры, противник вводил в бой новые соединения разрозненно, и их били по очереди. Не выдержав удара русских армий, австро-германцы начали отступать. 11-я армия взяла Броды и, преследуя противника, вышла на подступы ко Львову, 7-я армия овладела городами Галич и Монастыриска. На левом фланге фронта значительных успехов достигла 9-я армия генерала П. А. Лечицкого, занявшая Буковину и 11 августа взявшая Станислав.

### Второе Ковельское сражение
Попытки продолжать наступление на ковельском направлении продолжались в августе. 26 июля (8 августа) началось Второе Ковельское сражение. 1-й армейский корпус, наступавший на Большой Порск, был отброшен в исходное положение сильными контратаками, что заставило отойти и гвардию, атаковавшую от Велицка в направлении к юго-западу от Кухарского леса. На следующий день, 27 (9 августа), начала наступление 3-я армия. Успех имел один 3-й корпус. В Особой армии Гвардейская стрелковая дивизия заняла Витонеж, но была выбита оттуда огнем вражеской артиллерии. 8-я армия оба дня, 26-го и 27-го, вела безрезультатные бои у Киселина.
Генерал Брусилов пытался оживить явно сорвавшуюся операцию, однако новое наступление 3-й армии на Любашев, а гвардии на Витонеж повлекло только новые потери. Неудача концентрического наступления тремя армиями на Ковель стала ясна — и 29 июля (11 августа) атаки были прекращены.

### Третье Ковельское сражение
Несмотря на неудачи наступления на Ковель в июле-августе 1916 года Ставка не отказалась от продолжения операции. Операция для выполнения была передана с Юго-Западного фронта на Западный. Соответственно с 30 июля (12 августа) 3-я и армия Безобразова были переданы Западному фронту, которому предлагалось усилить эти две левофланговые армии войсками, переброшенными с территории севернее Полесья и решительно атаковать войска противника, прикрывавшие Ковель. Юго-Западный фронт Брусилова своим правым флангом (8-й армией) должен был содействовать наступлению и атаковать в направлении на Владимир-Волынский.
Уже 11 (24) августа командующий Западным фронтом Эверт потребовал перенести начало операции с 15 (28) августа на 23-24 (5-6 сентября), а затем дотянув с откладыванием атаки до 20 августа (2 сентября), не оказав никакого содействия Юго-Западному фронту в его начавшемся наступлении, в этот день пришел к заключению о невозможности атаковать. Вместо трёх армий на Ковель наступала одна 8-я армия Юго-Западного фронта.
18 (31) августа ударные корпуса 8-й армии начали наступление, которым удалось на некоторых участках занять 1-2 линии неприятельских окопов, а также деревни Шельвов, Бубнов и Корытницу, но большую часть захваченного пришлось под влиянием немецких контратак уступить обратно. 21 августа (3 сентября) генерал Каледин повторил удар, но с тем же результатом.

### Наступление на Галич
В директиве от 29 июля (11 августа) Алексеевым указывалось Юго-Западному фронту развить успех левофланговых армий и, по возможности, разъединить австро-германские войска, действующие на фронте Броды-Кимполунг, от главной массы, сосредоточенной на Ковельском и Владимиро-Волынском направлениях. во исполнение этой директивы 4 (17) августа командующий Юго-Западным фронтом генерал А. А. Брусилов приказал своим армиям наступать 16-го (29-го) числа. 8-й армии надлежало атаковать на Владимир-Волынский, 11-й армии — на Бережаны, 7-й армии — способствовать соседям, а 9-й армии — наступать по двум расходящимся направлениям — на Галич и на Мармарош—Сигет. В последовавшие дни план этот подвергся изменению. Ввиду протеста генерала Лечицкого галичское направление было передано вместе с нацеленными на него 33-м и 41-м корпусами в 7-ю армию. Все наступление было отложено на два дня по просьбе штаба 7-й армии, производившей перегруппировку ввиду нового своего задания — наступать на Галич. 18 (31) августа армии Юго-Западного фронта перешли в общее наступление.
7-й армии генерала Щербачёва после пятидневных боёв удалось 23 августа (5 сентября) силами центральных трёх корпусов прорвать оборону германской Южной армии генерала Ботмера и выйти к рекам Гнилая Липа и Нараевка. Ширина прорыва составила 10 км. Днем 25 августа (7 сентября) после мощной артподготовки 33-й корпус переправился через Гнилую Липу севернее Галича и Нараевку у Большовцев, а 22-й корпус — у Скоморох. 26 августа (8 сентября) подошедшие немецкие резервы (две дивизии) контратаками заставили русские войска оставить захваченные плацдармы и отступить за реки. Несмотря на то что наступление 7-й армии на Галич завершилось захватом незначительной территории, в ходе операции 10 пехотных дивизий генерала Щербачёва разгромили 14,5 неприятельских (7 германских, 5,5 австро-венгерских, 2 турецких). Было взято 29 000 пленных (8500 германцев), 25 орудий, 30 миномётов, 200 пулемётов и огромная добыча.
11-я армия (45-й, 5-й Сибирский, 32-й, 17-й, 7-й и вновь переданный 6-й армейский корпуса) генерала Сахарова атаковала тремя левофланговыми корпусами, причем 7-й армейский корпус имел тактический успех у Зборова. К 22 августа (4 сентября) наступление здесь замерло.

### Бои в Лесистых Карпатах
Ещё 9 (22) августа австро-венгерские войска Пфланцера Балтина перешли в энергичное наступление и потеснили левый фланг 11-го корпуса 9-й армии в Лесистых Карпатах. 17 (30) августа, накануне дня начала наступления армий Юго-Западного фронта, 7-я австро-венгерская армия атаковала на стыке 11-го и 18-г корпусов, захватив горный массив Кукуль. Русские потери составили 5000 человек. Но уже на следующий день генерал Лечицкий перешел в наступление по всему фронту. 18-й армейский корпус сбил Карпатский корпус немцев с только что захваченного Кукуля. С 18 по 29 августа (с 31 августа по 11 сентября), все время отражая яростные контратаки неприятеля, 9-я армия продвигалась вперед, с боями преодолевая вершину за вершиной, перевал за перевалом. 26 августа (8 сентября) была взята высота «1582» и 4 орудия Карпатского корпуса немцев, 29 августа (11 сентября) взята гора Капул, где захвачено 13 офицеров, 900 нижних чинов и 9 миномётов и бомбометов.

### Четвёртое Ковельское сражение

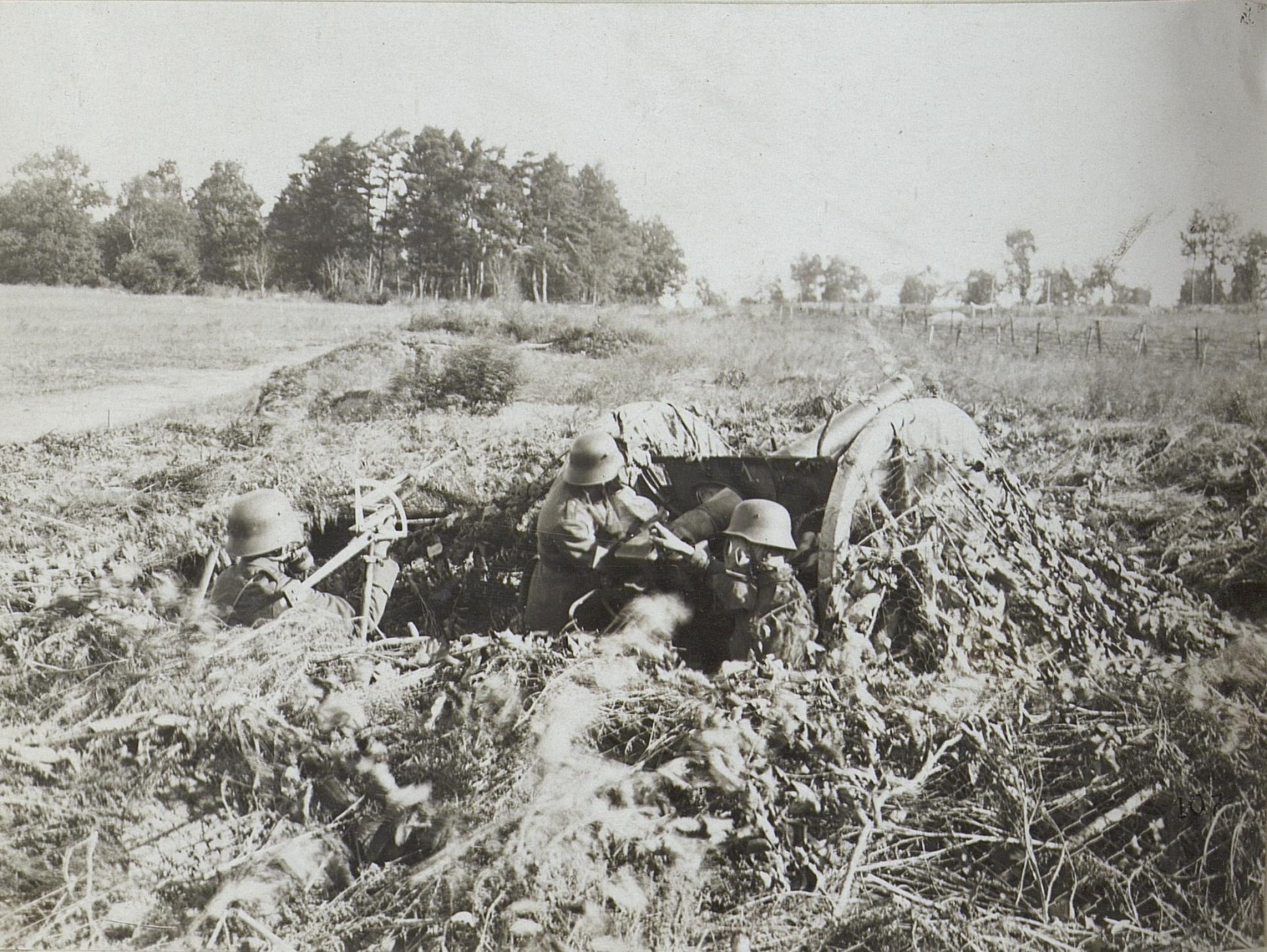
Немецкое полевое орудие в укрытии юго-западнее Шельвова

После трехнедельного перерыва в боях под Ковелем Алексеев решил ещё раз атаковать город. На этот раз общее руководство операцией вновь перешло к Брусилову, который решили попробовать атаковать в обход с юга, через Владимир-Волынский. Для этого гвардейские пехотные корпуса были переданы в 8-ю армию. Западный фронт должен был обеспечивать своим левым флангом наступление Юго-Западного фронта. Одновременно 11-я и 7-я армии этого фронта должны были наступать на Львов и Галич, а 9-я армия продолжала выполнение прежней задачи в Буковине и Лесистых Карпатах.
3 (16) сентября началось это широко задуманное наступление. Генерал Каледин ударил центром — 40-м армейским, 2-м гвардейским, 1-м гвардейским и 8-м армейскими корпусами. Наступление было
отражено по всему фронту у Шельвова, Бубнова и Корытницы. 7 (20) сентября Каледин повторил атаку. 8-й армейский корпус овладел Корытницей, а 1-й гвардейский корпус — Свинюхами, но скромный этот успех стоил громадных потерь — до 30 000 человек. Кровопролитнейшее Четвёртое Ковельское сражение окончилось безрезультатно.

### Пятое Ковельское сражение

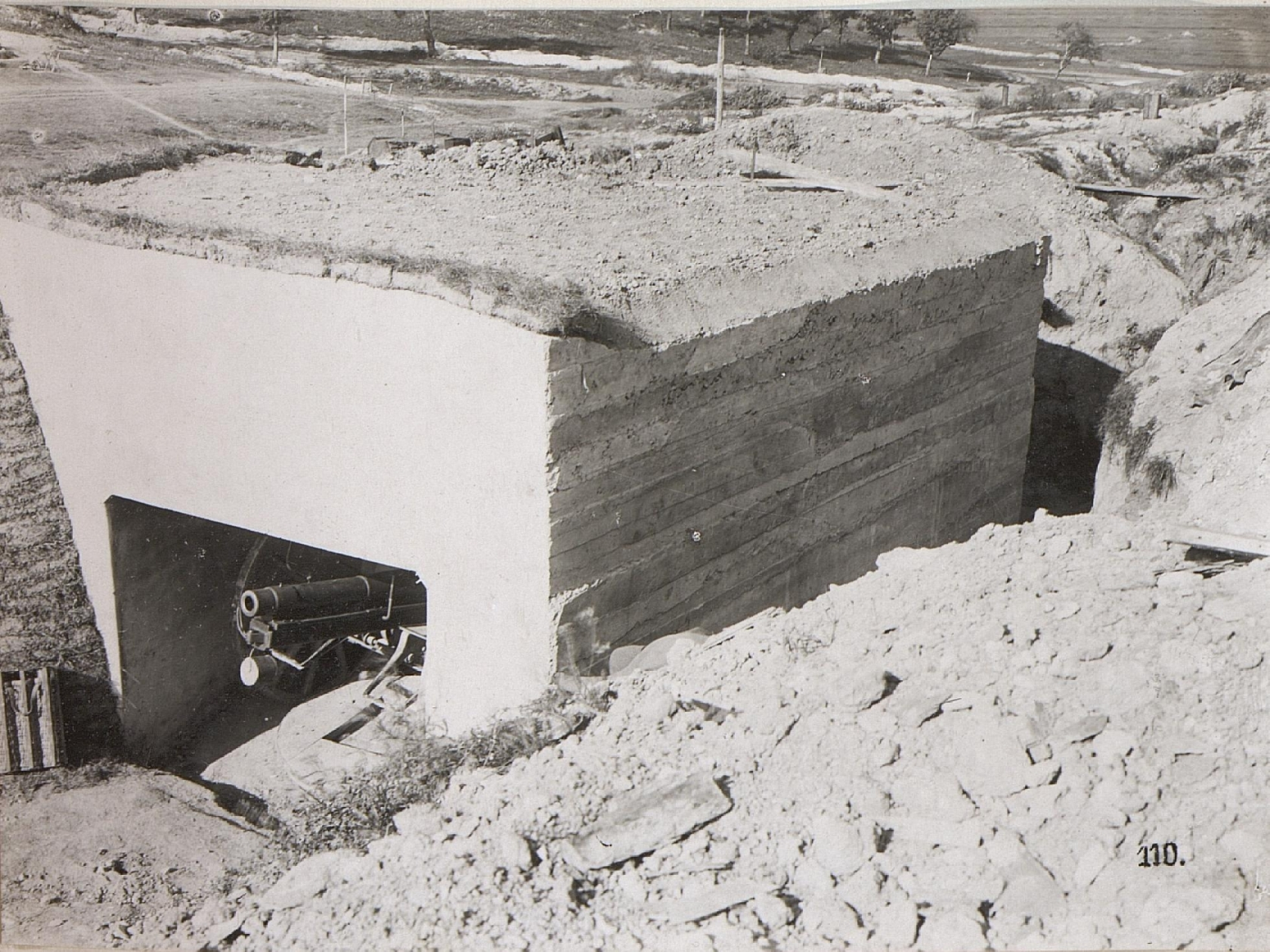
Немецкая пушка в орудийном бункере западнее Шельвова

Неудача под Ковелем повлияла на Ставку, и генерал Алексеев под впечатлением августовской победы 7-й армии Щербачёва на «двух Липах» советовал Брусилову перенести центр тяжести на юг — в 7-ю и 9-ю армии. Но Брусилов пренебрег «советами» Ставки и в пятый раз решил повторить наступление, не удавшееся четыре раза. Особой армии (командующий генерал В. И. Гурко) были переданы правофланговые 39-й и 40-й армейские корпуса 8-й армии и 4-й Сибирский корпус резерва фронта. Ей были указаны активная оборона линии Стохода («короткими ударами») и решительное наступление на Владимир-Волынский левым флангом в обход Ковеля с юга. 8-й армии предписывалось содействовать генералу Гурко наступлением на Грубешов, 11-й армии — по-прежнему бить на Львов, 7-й армии — на Галич (причем она была усилена за счет 11-й 3-м Кавказским корпусом), в 9-й армии — на Дорна-Ватру. Общее наступление всего фронта было назначено на 17 (30) сентября.
19 сентября (2 октября) после внушительной артиллерийской подготовки, на которую энергично отвечал и противник, Особая и 8-я армии начали атаку. 14 русских дивизий атаковали 12 неприятельских (германская группа Бекмана, 6-й германский корпус Марвица и IV австро-венгерская армия), занимавших оборудованные по-крепостному позиции и располагавших вдвое сильнейшей артиллерией.
Особая армия атаковала левым крылом, развернув 39-й, 25-й, 34-й и 40-й армейские корпуса. На второй день наступления в Особой армии почувствовался недостаток тяжелых снарядов, и при их неподвозе Гурко грозил 22 сентября (5 октября) операцию даже при успехе приостановить. Слабость технических средств не могла возместиться доблестью войск. Решительный Гурко продолжал непрерывно наносить удары, пока 22 сентября (5 октября) не истощил своих войск. 8-я армия нанесла удар тремя правофланговыми корпусами — 1-м гвардейским, 2-м гвардейским и 8-м армейским. Большинство атак были отражены противником ружейным, пулемётным и заградительным артиллерийским огнем, а также контратаками. Атака Квадратного леса закончилась неудачей. Только преображенцы удержали за собой высоту в двух верстах севернее Корытницы и закрепились на ней.
К 22 сентября (5 октября) войска на фронтах обеих армий выдохлись и атаки постепенно заглохли. Несмотря на видимую неудачу, Брусилов настаивал на продолжении операции, ожидая от неё успеха. Алексеев этому уже не верил, а усложнявшаяся обстановка в Румынии влекла все его внимание на юг, и потому для него было весьма важно поскорее прекратить Ковельскую операцию, невольно отвлекающую силы в другую сторону. Верховный Главнокомандующий (Николай II) решительно воспротивился дальнейшему развитию операции Особой и 8-й армий, находя, что она пообещает наименьший успех при громадных потерях.

## Результаты
Однако наступательный порыв русских армий выдохся ввиду усилившегося сопротивления австро-германских войск, а также возросших потерь и утомления личного состава. Брусилов бросал войска в новые атаки, игнорируя предложения Ставки перенести направление южнее, в район 7-й и 9-й армий. Это вело к огромным потерям в частях русской армии. Ставка пыталась в очередной раз указать Брусилову на необходимость смены направления удара с ковельского в Лесистые Карпаты, но Брусилов, «не считаясь ни с потерями, ни со складывающейся обстановкой, всякий раз принимал решение наступать на Ковель». Военный историк А. А. Керсновский назвал эти бои «Ковельской бойней».
В результате Брусиловского прорыва Юго-Западный фронт нанёс поражение австро-венгерской армии, отбросив противника на 80—120 км. Войска Брусилова заняли почти всю Волынь, почти всю Буковину и часть Галиции. Хотя германское командование иронически называло Брусиловский прорыв широкой разведкой без сосредоточения необходимого кулака, тем не менее удар, нанесённый австрийцам, и состояние их армий после прорыва, произвели на противника ошеломляющее впечатление.

## Потери сторон

### Потери войск Центральных держав

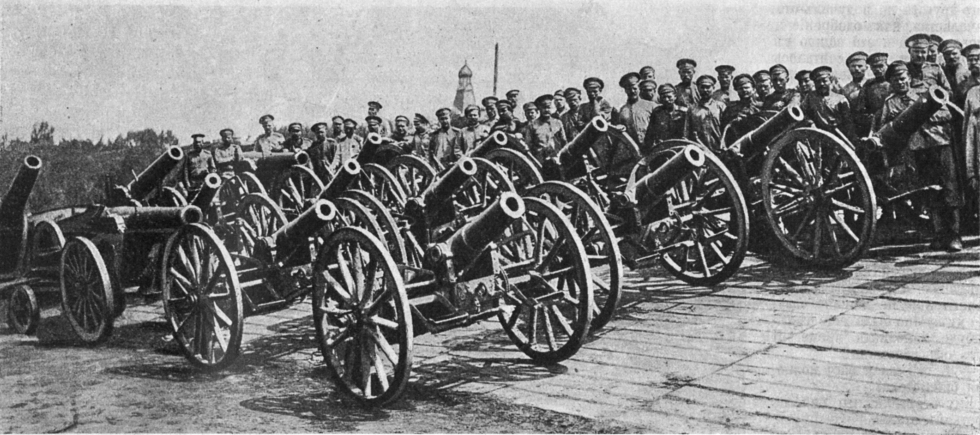
Австрийские орудия, захваченные русскими войсками

К концу лета 1916 года австро-венгерская армия потеряла более 750 тыс. человек, в том числе 380 тыс. пленными. Общие потери Австро-Венгрии и Германии к концу наступательной операции русской армии составили более 1,5 миллиона убитыми, ранеными и пропавшими без вести (убитых и умерших от ран — 300 тыс., пленных более 500 тыс.), русские захватили 581 орудие, 1795 пулемётов, 448 бомбомётов и миномётов.
По официальным немецким данным, потери Австро-Венгрии составили 616 тыс. убитыми, ранеными, пленными и пропавшими без вести (пленных более 327 тыс.), потери Германии составили 148 тыс. человек в том числе около 20 тыс. пленными. Огромные потери, понесённые австро-венгерской армией, подорвали её боеспособность. Именно Юго-Западный фронт сломал австрийскую военную машину (отныне австрийцы не смогут наступать даже в Италии без поддержки немцев).
По оценке историка А. А. Керсновского, потери Австро-Венгрии и Германии составили более 1,2 миллиона, из них около 420 тыс. пленных.
Прибывший на фронт в разгар боев османский 15-й армейский корпус также понес тяжелейшие потери. В ходе ожесточенных сражений 16-17 сентября корпус лишился 7 000 солдат и 95 офицеров. Вскоре, во время отражения очередного наступления русских войск 30 сентября, турецкие оборонительные линии вновь подверглись мощному удару, в результате которого потери составили еще 5 000 человек). Таким образом, только в этих двух ключевых сражениях сентября общие потери экспедиционных сил достигли 12 000 солдат.

### Потери российской армии
По оценке историка А. А. Керсновского, российские потери составили до 750 тыс., общие потери превзошли первоначальный состав Юго-западного фронта.
По одним данным войска Юго-Западного фронта потеряли убитыми, ранеными и без вести пропавшими около 500 тыс. солдат и офицеров, из которых 62 тыс. были убитыми и умершими от ран, ранеными и больными — 380 тыс., без вести пропавшими — 40 тыс. человек, по другим — около 1 млн человек. Потери пленными составляли, в отличие от 1915 года, всего лишь 10 % от общих. По немецким данным, потери войск Юго-Западного фронта составили около 800 тыс. человек.
Ещё одна цифра в 980 000 человек, потерянных армиями ген. А. А. Брусилова, была указана французским военным представителем на Петроградской конференции февраля 1917 года ген. Н.-Ж. де Кастельно в рапорте французскому военному министерству от 25 февраля 1917 года. Очевидно, что это та официальная цифра, что была названа французам русскими коллегами самого высокого уровня — прежде всего, исполняющим обязанности Начальника Штаба Верховного Главнокомандующего ген. В. И. Гурко. Оценка общих русских потерь в более 1 млн человек приводится в некоторых современных изданиях, но БРЭ приводит цифры в 1,5 млн человек потерь Австро-Венгрии и Германии, и 0,5 млн человек — российских потерь.
Современный исследователь Нелипович оценил потери для русских войск: «Юго-Западный фронт Брусилова потерял с 22 мая (4 июня) по 14 (27) октября 1916 г. 1 650 000 человек». Позже потери русских и австро-германских войск он уточнил соответственно в 1 446 334 и 845 956 человек.
Бельгийский экспедиционный бронедивизиона принимал активное участие в боях в Галиции, в частности, под Зборовом, Цебровом и Озерной. За время летней кампании 1916 года дивизион понес ощутимые потери, составившие 6 военнослужащих убитыми (водитель Жак де Беккер; велосипедисты Луи Дегреппе, Жозеф Дом, Эмиль Жорж и Эрнест Детурне; командир броневика Морис Ван Эш) и несколько тяжелораненых, включая командира одной из батарей капитана Розе. Кроме того, подразделение безвозвратно потеряло один бронеавтомобиль, а несколько других получили серьезные повреждения.

## Значение
Для отражения русского наступления Центральные державы перебросили с Западного, Итальянского и Салоникского фронтов 31 пехотную и 3 кавалерийские дивизии (более 400 тыс. штыков и сабель), что облегчило положение союзников в сражении на Сомме и спасло терпящую поражения итальянскую армию от разгрома.
Итогом Брусиловского прорыва и операции на Сомме стал переход стратегической инициативы от Центральных держав к Антанте. Союзникам удалось добиться такого взаимодействия, при котором в течение двух месяцев (июль — август) Германии приходилось направлять свои ограниченные стратегические резервы и на Западный, и на Восточный фронт. На стороне Антанты выступила Румыния.

## Опыт
С точки зрения военного искусства, наступление Юго-Западного фронта ознаменовало собой появление новой формы прорыва фронта (одновременно на нескольких участках), которая получила развитие в последние годы Первой мировой войны, особенно в кампании 1918 года на Западно-Европейском театре военных действий.
Отличительной чертой операции является борьба противников за господство в воздухе как элемент поддержки действий наземных войск. После начала русского наступления германское командование спешно перебросило в полосу Юго-Западного фронта несколько авиагрупп, приступивших к ежедневным массированным ударам по железнодорожным станциям, путям подхода войск к линии фронта и для подавления российской авиации на аэродромах. По оценке участников операции, в июле-августе германская авиация буквально терроризировала тылы фронта. В ответ по требованию Брусилова фронт был пополнен несколькими авиационными и зенитными отрядами, которые стали прибывать и включаться в боевые действия со второй половины августа. В сентябре активные действия авиации неприятеля удалось нейтрализовать.
Сам А. А. Брусилов с точки зрения решения стратегических задач Русской императорской армией оценивал результаты операции довольно скептически:
Никаких стратегических результатов эта операция не дала, да и дать не могла, ибо решение военного совета 1 апреля ни в какой мере выполнено не было. Западный фронт главного удара так и не нанёс, а Северный фронт имел своим девизом знакомое нам с японской войны «терпение, терпение и терпение». Ставка, по моему убеждению, ни в какой мере не выполнила своего назначения управлять всей русской вооружённой силой. Грандиозная победоносная операция, которая могла осуществиться при надлежащем образе действий нашего верховного главнокомандования в 1916 году, была непростительно упущена.
— Брусилов А.А. Мои воспоминания. - М.: Воениздат, 1983. С. 215, 214.
Если на первом этапе русские войска достигли значительных успехов: глубоко продвинулись в глубь территории противника, захватили большое число пленных и значительные трофеи, то на втором этапе провалилось наступление на главном, Ковельском направлении. Причинами неудачи называются не только и не столько пассивность других фронтов, отсутствие резервов и «образ действия» Ставки, а решения самого Главкоюза. И в первую очередь то, что Брусилов так и не смог отказаться от изначальной цели — Ковеля, даже несмотря на указания Ставки.

Так, в ходе знаменитого Брусиловского прорыва главкомы фронтов должны были сами договариваться между собой, причем и по поводу того, кто, где и когда начнет наступление. Вместо того чтобы получать из Ставки приказы, какого числа начинать, какими должны быть диспозиция и цели наступления, его направления и действия фронтов, главнокомандующие спорили друг с другом, перетягивая одеяло на себя. Генералы Алексей Эверт и Николай Рузский просили Брусилова сначала немного подождать, затем дали понять, что наступление он должен начать первым, а они его поддержат. Он начал, но они наступление не поддержали. И в итоге оно захлебнулось. Брусилов этого никогда не простил Николаю II и в марте 1917 года с чистой совестью отрекся от своего государя.
— В. Воронин, Интервью журналу "Историк"
Ставится под сомнение и тактическое новаторство Брусилова — наступления широким фронтом. Такой метод применялся и до мая 1916 года, а главное приводил чаще всего к большим потерям, дроблению сил и, как следствие, ослаблению главного удара. Именно поэтому Брусилову и не удалось развить тактический успех в стратегический. Немецкие резервы (35 дивизий), снятые с других фронтов, не позволили развить наступление дальше.

## Последствия
В результате кровопролитных лобовых атак и связанных с этим больших потерь были израсходованы последние ресурсы русской армии и подорван боевой дух армии. Пессимизм в обществе по поводу перспектив России в войне и компетенции её военного и политического руководства в 1916 году усиливался.